# Maciej Sarbiewski

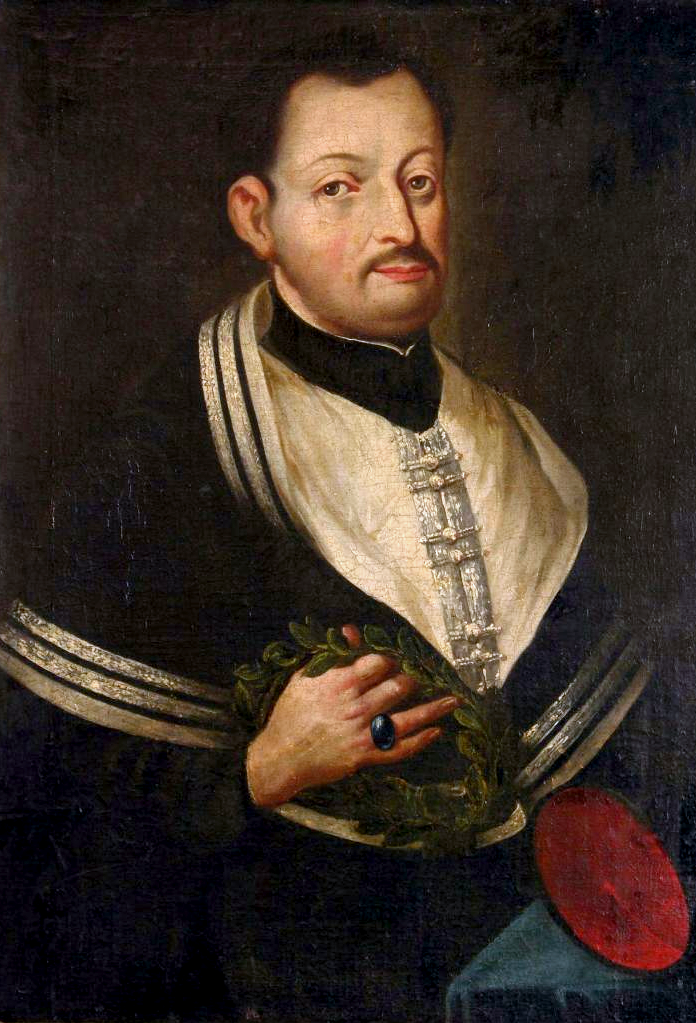
Sarbiewski.

Maciej Kazimierz Sarbiewski (en latín, Matthias Casimirus Sarbievius; Sarbiewo, Polonia, 24 de febrero de 1595-Varsovia, 2 de abril de 1640), fue un notable poeta en latín y teórico de la poética del siglo XVII. Fue conocido fuera de su país ya en su época, y se le llamó el par de Horacio, el Horacio de Sarmacia y el último poeta en latín. Su colección de poemas Lyricorum libri tres, posteriormente ampliada, Lyricorum libri IV, llegó a las sesenta ediciones en diversos países. Fue coronado como poeta laureatus por el Papa Urbano VIII, que le encomendó la revisión de los himnos del breviario. Formado en la Universidad de Vilna, por la Compañía de Jesús, fue predicador  del rey de Polonia Vladislao IV Vasa.